# Lünne
Lünne ist eine Gemeinde in der Samtgemeinde Spelle im Landkreis Emsland in Niedersachsen.

## Geographie
Die Gemeinde Lünne liegt im südlichen Teil des Landkreises Emsland in Niedersachsen. Durch die Gemeinde fließt die Große Aa. Lünne erstreckt sich auf einer Fläche von 30,25 km². Nachbargemeinden sind im Norden die Stadt Lingen, im Nordosten die Gemeinden Messingen und Beesten in der Samtgemeinde Freren, im Süden die Gemeinde Spelle und im Westen die Gemeinde Emsbüren.

## Geschichte

### Eingemeindungen
Im Jahr 1965 schlossen sich die Gemeinden Altenlünne und Plantlünne zur Gemeinde Lünne zusammen.
Am 1. März 1974 wurde ein Teil der Nachbargemeinde Beesten mit damals etwa 100 Einwohnern und die Gemeinde Heitel in die Gemeinde Lünne eingegliedert.

### Herleitung der Namen und Geschichte der Ortsteile
Die Gemeinde Lünne ist erst 1965 aus dem Zusammenschluss der damaligen Gemeinden Altenlünne, Plantlünne mit Heitel und Blankemate entstanden. Dieses Gebiet muss schon in vorchristlicher Zeit relativ stark bevölkert gewesen sein, wie zahlreiche steinzeitliche Funde beweisen.
Altenlünne (alt: Lunni) wird um 890 im Werdener Urbar, später auch im Corveyer Heberegister und Schapener Verzeichnis genannt. Luidwig und Menni lieferten an Werden, Unno, Lanzo und Gerwigus mussten Abgaben an die Kirche und den Oberhof in Schapen zahlen. Nach einer alten mündlichen Überlieferung soll der Missionar Liudger beim Bauern Böker in Moorlage nahe bei einer heidnischen Opferstätte über die Aa gekommen sein, das Evangelium verkündet und in Altenlünne ein Gotteshaus errichtet haben. Die erste Kirche bis 1420 stand an einem Platz, östlich von Speermann, am alten Altenlünne-Beestener Weg, der Totenkamp hieß, was gleichbedeutend mit Friedhof ist. Lunne (altnord. hlunne = Rolle) bezeichnete altsächs. eine Stelle am Fluss (hier über die stark fließende Aa), an der mittels untergelegter Hölzer Lasten über den Fluss gebracht werden konnten (vergl. auch Haselünne). In späterer Zeit wurde zur Unterscheidung der verschiedenen Lünne ein Zusatz gebraucht. Der Ort wird seit dem 13. Jahrhundert Altenlünne genannt.

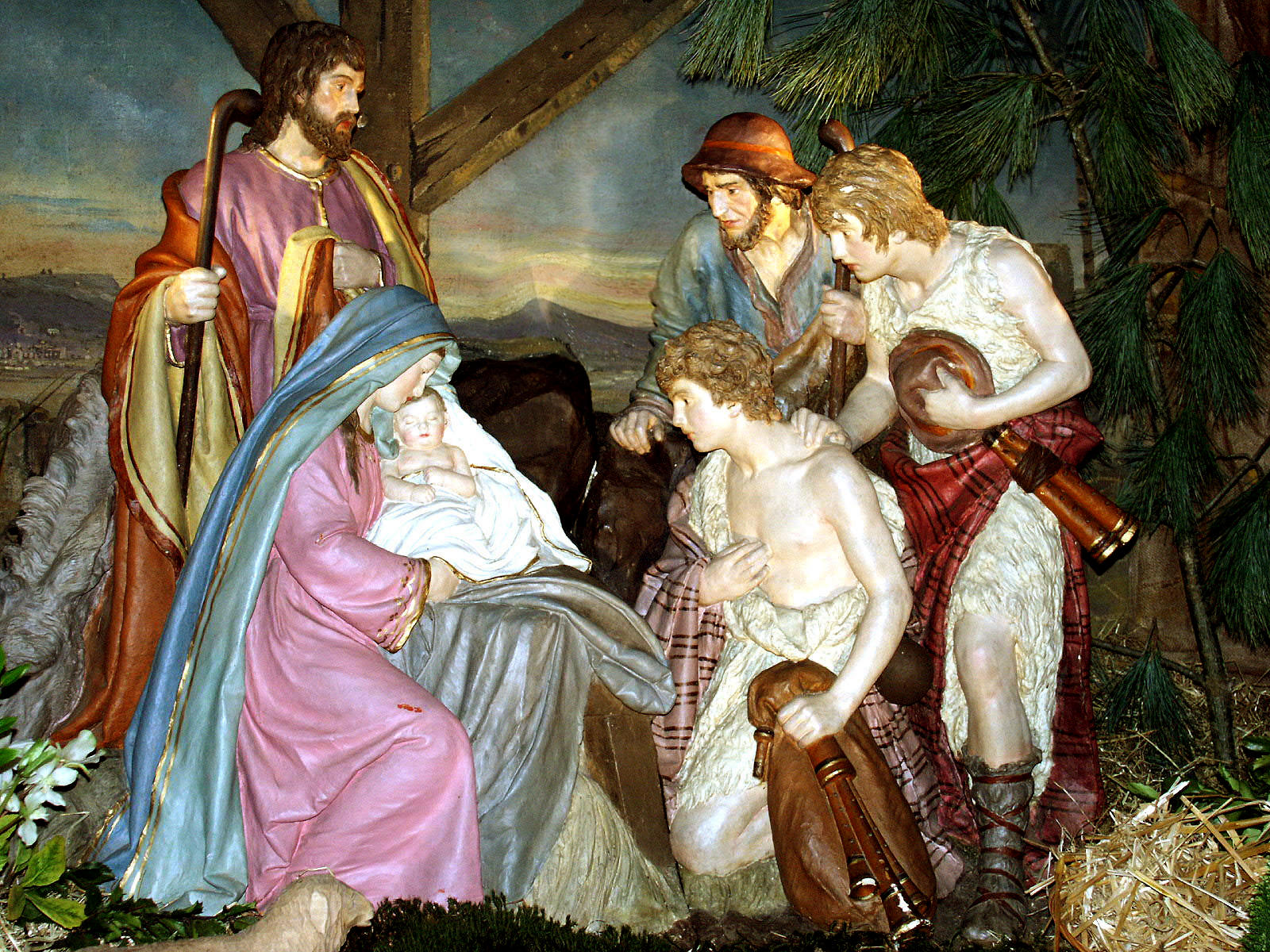
Lünner Krippe

Plantlünne wurde 1276 als Pfarrei benannt und soll sich von Altenlünne abgezweigt haben. Das Bestimmungswort ist nicht gesichert. Nach L. Schriever liegt die Herleitung von niederdeutsch planten = pflanzen (neu gründen) nahe. Auf der Anhöhe, wo heute die St.-Vitus-Kirche steht, soll ein alter Turm (Wehrturm oder Zehntturm) gestanden haben, an den 1420 die erste Kirche für Altenlünne und Plantlünne gemeinsam gebaut wurde. Unter den Geistlichen, die dieser Pfarrei vorgestanden haben, ist Pastor Caspar Ludwig Schriever (1832–1905) zu erwähnen, der sich besonders um die künstlerische Ausgestaltung des Gotteshauses verdient gemacht hat. So beschaffte er unter anderem die Lünner Krippe von Heinrich Weltring.
In der Nähe von Plantlünne befand sich der Militärflugplatz Plantlünne/Wesel mit der III. Gruppe des Jagdgeschwaders 26. Zu Beginn des Zweiten Weltkrieges war der Flugplatz, auf dem 60 bis 120 Flugzeuge standen, einsatzfähig. Der Flugplatz wurde von Strafgefangenen errichtet. Diese zogen in langen Kolonnen, von Wärtern bewacht, vom Militärflugplatz Plantlünne/Wesel zum Dortmund-Ems-Kanal, um dort mit Schaufeln und bloßen Händen Schiffsladungen mit Baustoffen und Pflastermaterial für den Flugplatzausbau auf Feldbahnloren oder Lkw zu verladen. Nach mehreren Bombardierungen nahmen die Briten am 9. April 1945 den Flugplatz in Besitz und flogen von dort aus britische Einsätze. Ein tragischer Irrtum nahm hier am 3. Mai 1945 seinen Anfang. Britische Kampfflugzeuge stiegen auf und versenkten in der Lübecker Bucht die Cap Arcona und Thielbek, auf denen sich zahlreiche KZ-Häftlinge des KZ Neuengamme befanden.
Heitel (alt: Hatiloha 890, Hetiloha, Hethlo, Hedela 1000) wird ebenfalls bereits 890 im Werdener Heberegister genannt. Die Namensherkunft ist unsicher. Nach H. Abels könnte der Name für ein mit Heidekraut durchwachsenes Gehölz stehen. Heitel ist mehrfach durch Kriegseinwirkung verwüstet worden, zuerst Ende des 9. Jahrhunderts von Normannen (Wikinger). Das führte im Werdener Heberegister zweimal zu dem Eintrag „wüst gelegt“. Im 10. Jahrhundert traten mehrfach Naturalleistungen an Stelle von früheren Geldzahlungen.
Blankemate, Bauerschaft zwischen Beesten und Lünne. Herleitung des Namens unbekannt.
| Einwohnerzahlen | 1880 | 1900 | 1925 | 1933 | 1939 | 1950 |
| --------------- | ---- | ---- | ---- | ---- | ---- | ---- |
| Altenlünne      | 298  | 326  | 397  | 365  | 408  | 680  |
| Plantlünne      | 194  | 237  | 286  | 326  | 311  | 468  |
| Heitel          | 154  | 157  | 207  | 191  | 181  | 249  |

## Politik

### Gemeinderat
Der Gemeinderat hat elf gewählte Mitglieder. Die Ratsmitglieder werden durch eine Kommunalwahl für jeweils fünf Jahre gewählt. Die aktuelle Amtszeit begann am 1. November 2021 und endet am 31. Oktober 2026.
| Partei                              | 2021 | 2016 |
| ----------------------------------- | ---- | ---- |
| CDU                                 | 8    | 8    |
| LL                                  | 2    | 3    |
| SPD                                 | 1    | –    |
| __________________ LL: Lünner Liste |      |      |

### Bürgermeister

#### Bürgermeister von Lünne
- 1991–2006: Heinz Hüsing (CDU)[5]
- 2006–2011: Franz Schoppe (CDU)
- 2011–2021: Magdalena Wilmes (CDU)
- seit 2021: Norbert Hüsing (CDU)

#### Bürgermeister der ehemaligen Gemeinde Heitel
- 1968–1974 Heinz Hüsing (CDU)

### Wappen
Das Wappen der Gemeinde ist vertikal wellenförmig geteilt. Der nichtheraldisch linke Teil zeigt eine Ährengarbe mit vier goldenen Ähren auf blauem Grund. Die andere Seite des Wappens zeigt ein blaues Spinnrad auf goldenem Grund.

## Kultur und Sehenswürdigkeiten
An die Siedlung angeschlossen ist ein Erholungsgebiet mit einer Ferienhausanlage und einem Campingplatz. Beides ist an einem 5000 m² großen Grundwassersee gelegen, der ehemals im 19. Jahrhundert als Tonabbaugebiet fungierte. Die Gemeinde verfügt sowohl über eine evangelisch-reformierte als auch über eine katholische Kirche, sowie ein Jugendheim, das den Namen „Oscar-Romero-Haus“ trägt. Sehenswert sind der Mühlenkolk in Plantlünne sowie das Backhaus in Heitel.
Kirche St. Vitus
Nach alten Überlieferungen soll der Heilige Liudger, erster Bischof von Münster, zu Beginn des 9. Jahrhunderts in Lünne gepredigt haben. An einen alten Platz, an dem vermutlich eine erste Holzkirche stand, erinnert noch der Altenlünner Flurname „Dodenkamp“ (Totenkamp).
Die heutige katholische St.-Vitus-Kirche stammt aus dem Jahr 1523. Im Jahr 1975 wurde die Kirche durch Anbauten an die Seitenschiffe stark erweitert, seither stehen 450 Sitzplätze zur Verfügung. Das unmittelbare Nebeneinander von altem Gemäuer und neuer Bausubstanz verleiht der Kirche ein ungewöhnliches Aussehen.

St. Vitus Lünne
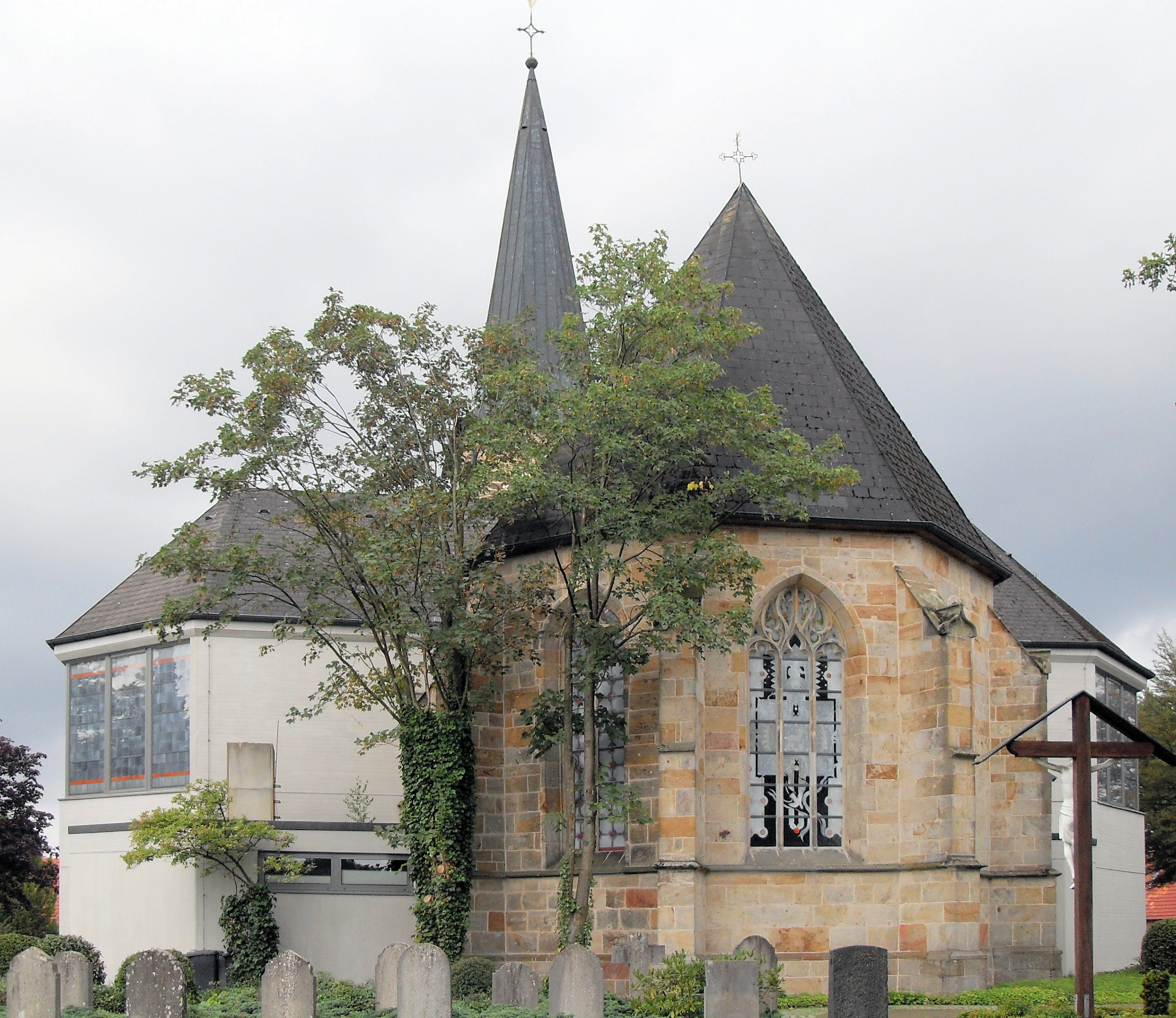
Ostseite der Kirche
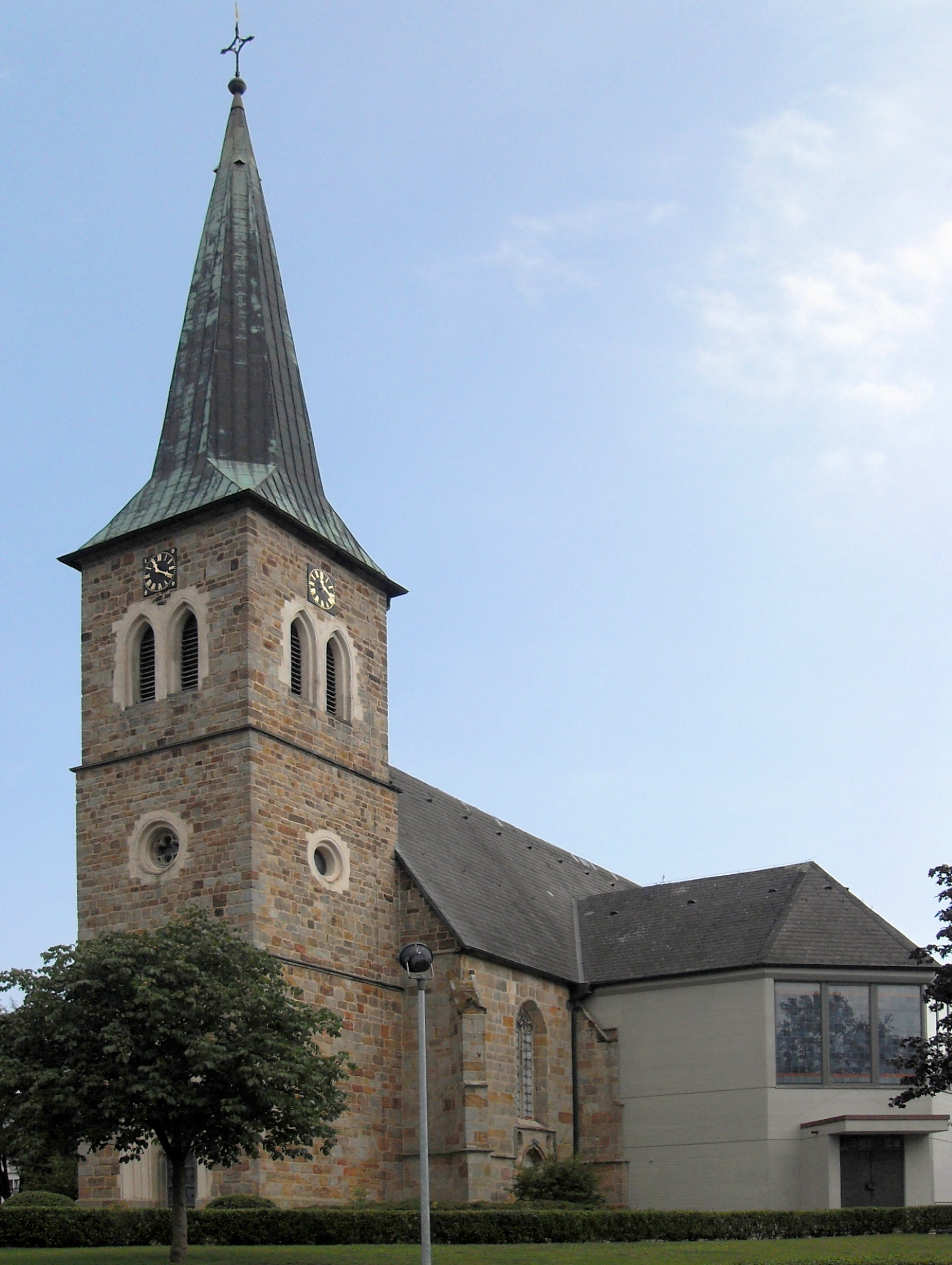
Südwestseite der Kirche
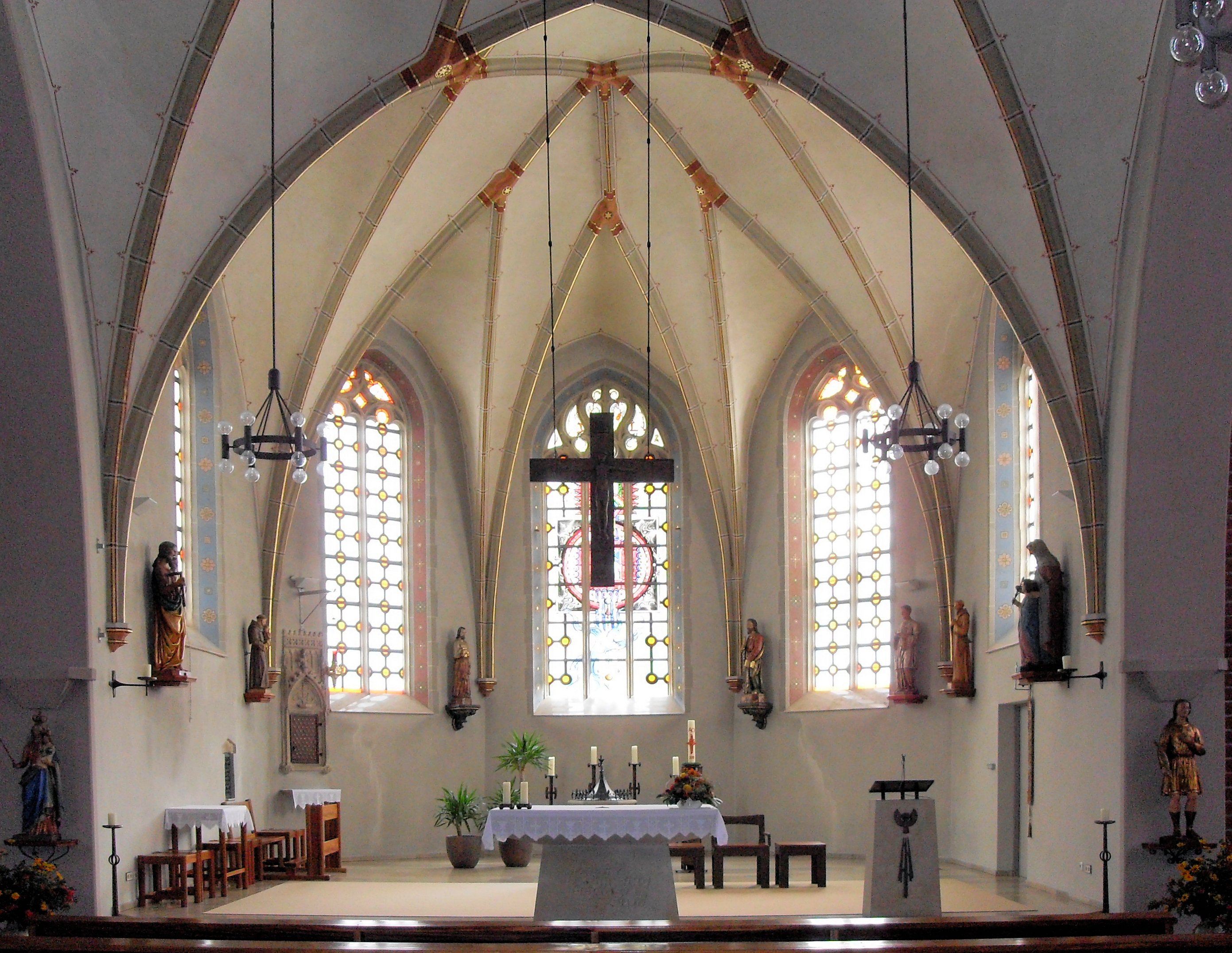
Altar
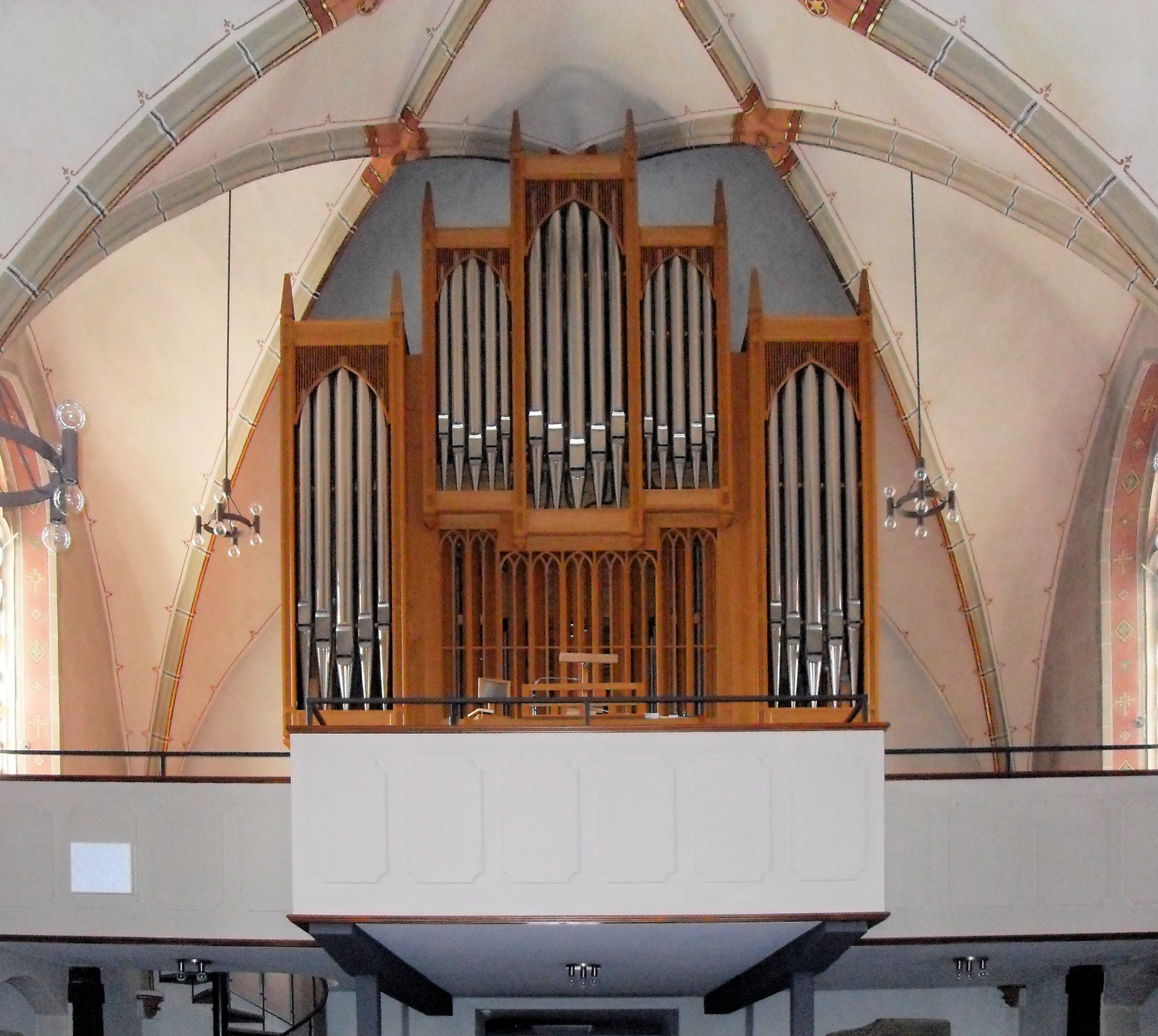
Orgel

## Wirtschaft und Infrastruktur

### Verkehrsanbindung
Die Bundesstraße 70 verläuft von Lingen nach Rheine durch die Gemeinde.

### Feuerwehr und Rettungsdienst
In der Gemeinde gibt es eine Freiwillige Feuerwehr. 2015 wurde das Feuerwehrhaus erneuert. Eine Rettungswache mit einem Rettungswagen wurde in diesem neuen Feuerwehrhaus integriert, die rund um die Uhr besetzt und für die medizinische Notfallversorgung der Samtgemeinde Spelle zuständig ist.